# Zalamerenye, Zala
Zalamerenye  este un sat în districtul Nagykanizsa, județul Zala, Ungaria, având o populație de 167 de locuitori (2011). 

## Demografie
Componența etnică a satului Zalamerenye
     Maghiari (84,24%)
     Germani (8,7%)
     Romi (4,35%)
     Necunoscut (2,72%)
     Alții (2,72%)
Componența confesională a satului Zalamerenye
     Romano-catolici (80,84%)
     Fără religie (7,78%)
     Reformați (1,8%)
     Necunoscută (9,58%)
Conform recensământului din 2011, satul Zalamerenye avea 167 de locuitori. Din punct de vedere etnic, majoritatea locuitorilor (84,24%) erau maghiari, existând și minorități de germani (8,7%) și romi (4,35%). Apartenența etnică nu este cunoscută în cazul a 2,72% din locuitori.  Din punct de vedere confesional, majoritatea locuitorilor (80,84%) erau romano-catolici, existând și minorități de persoane fără religie (7,78%) și reformați (1,8%). Pentru 9,58% din locuitori nu este cunoscută apartenența confesională.